# ميل مي-2
ميل مي-2 (روسية: Миль Ми-2) (لقب تعريف الناتو:Hoplite) هي مروحية نقل خفيفة مدرعة، يمكنها تقديم الدعم الجوي القريب إذا ما سلٌحت بمدفع عيار 23 ملم وقذائف عيار 57 ملم، حلفت الميل مي02 لأول مرة في سبتمبر 1961 ودخلت الخدمة في 1965 أوقف إنتاجها في 1985 بعد أن أنتج منها قرابة الـ 7,200 نسخة بفئاتها المتخلفة.

## طرازات
- V-2

النموذج الأولي.
- V-2V

نموذج أولي مسلح.
- Mi-2 Platan

زارعة الغام جوية.
- Mi-2B

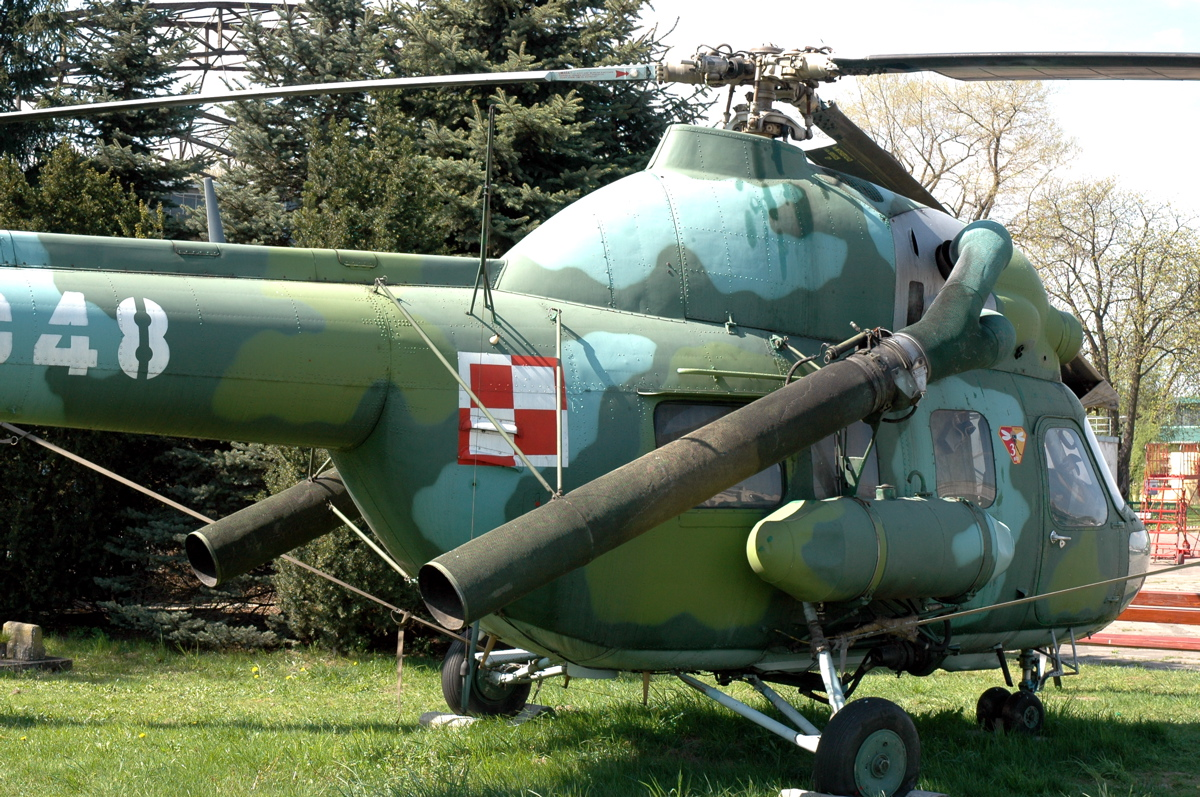
Mi-2Ch معروضة في متحف الطيران البولندي

نسخة مطورة للتصدير للشرق الأوسط مزودة بأنظمة متطورة وأجهزة ملاحية.
- Mi-2Ch Chekla

نسخة للإستطلاع الكيميائي والحجب الدخاني.